# Wojtek Siudmak

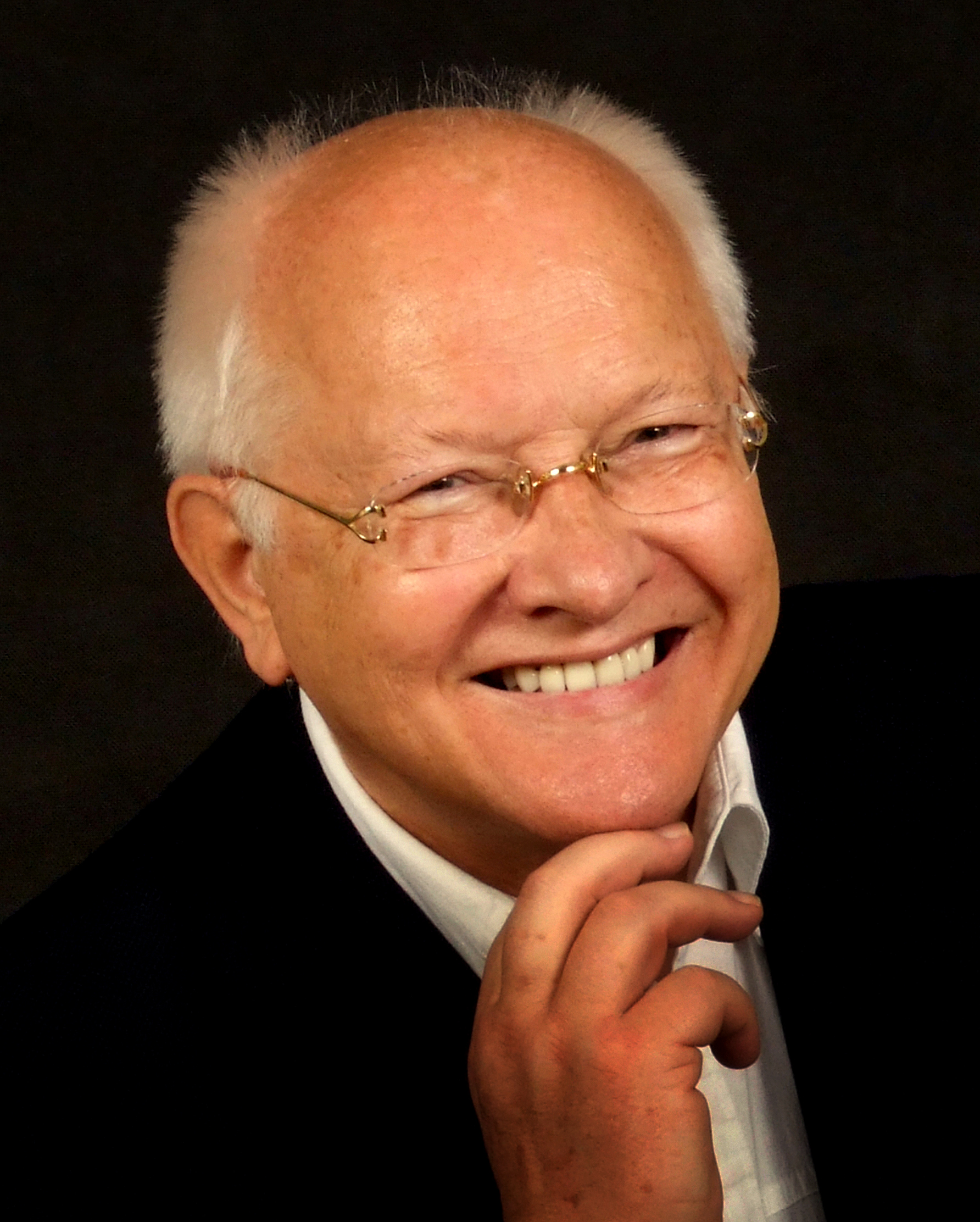
Wojtek Siudmak (2014)

Wojtek Siudmak [ˈvɔjt͡ɕɛx ˈɕudmak] (* 10. Oktober 1942 als Wojciech Kazimierz Siudmak in Wieluń, Polen) ist ein in Frankreich lebender polnischer Maler und Bildhauer des Phantastischen Realismus, dessen surrealistischen Werke vor allem in der Science-Fiction- und Fantasy-Kultur verbreitet sind.

## Leben
Siudmak wurde in Wieluń geboren, wo er die Grundschule besuchte. Von 1956 bis 1961 absolvierte er die Sekundarschule Liceum Sztuk Plastycznych in Warschau und bis 1966 schloss sich ein Studium an der Akademie der Bildenden Künste Warschau an. 1966 zog er nach Frankreich, wo er sein Studium an der Beaux-Arts de Paris fortsetzte und wo er seither in der Region Paris lebt und arbeitet.

## Wirken

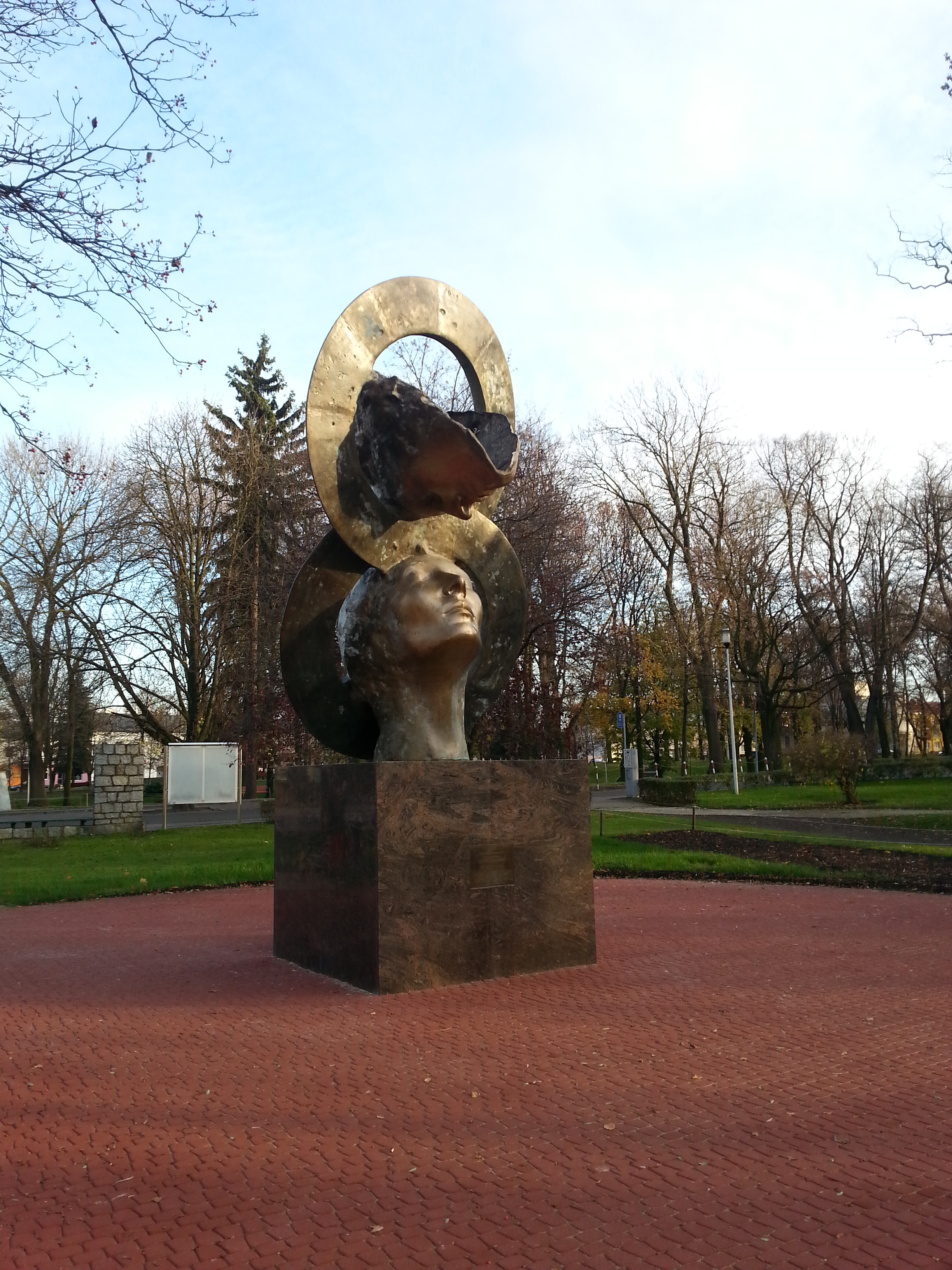
Skulptur Eternal Love in Wieluń

Siudmaks bezeichnet seinen Kunststil als „hyperrealistisches Fantasy“, den er vor allem in Ölmalerei umsetzt. Seit Ende der 1970er Jahre betreibt er neben Malerei und Zeichnen auch Bildhauerei. Seine Werke haben Gemeinsamkeiten mit M. C. Escher, Max Klinger, Leonor Fini, aber auch mit Salvador Dalí, René Magritte und Paul Delvaux. Neben fantastischen Inhalten sind immer wieder Liebe und Frieden Gegenstand seiner Werke.
Seine Werke ist vor allem als Illustrationen in der Science-Fiction- und Fantasy-Literatur beliebt, darunter die polnischen Editionen von Frank Herberts Dune-Zyklus. Bekannt wurde er außerdem als Illustrator von Schallplattenhüllen, beispielsweise für Boston (Greatest Hits (1997) und Higher Power (1997)), oder Eloys Alben Ocean von 1977, Ocean 2 – The Answer (1988) das sein 1985 entstandenes Gemälde Eternal Love ziert, sowie dem Ablum Chronicles I von 1993.

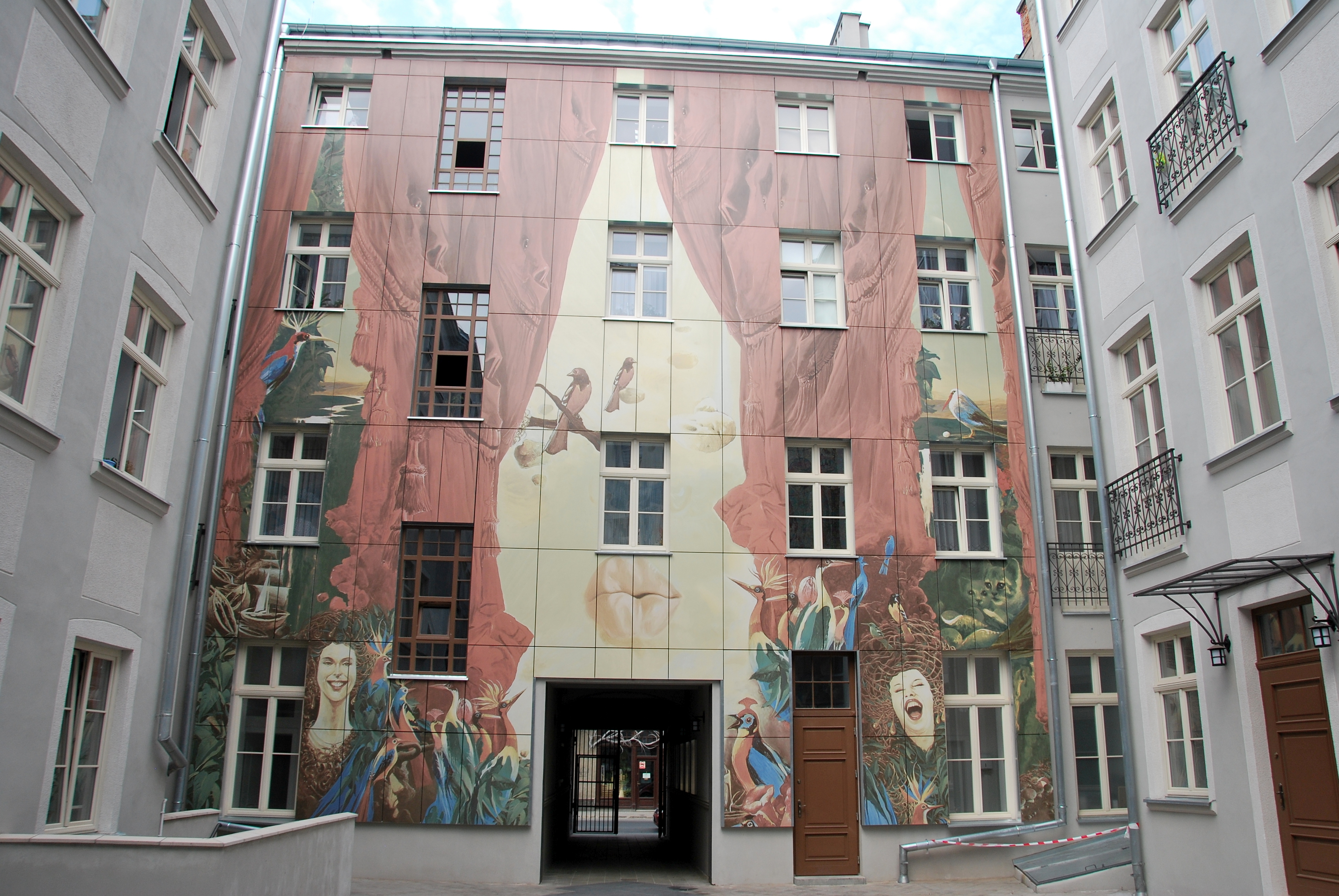
Siudmak-Fassade in Łódź
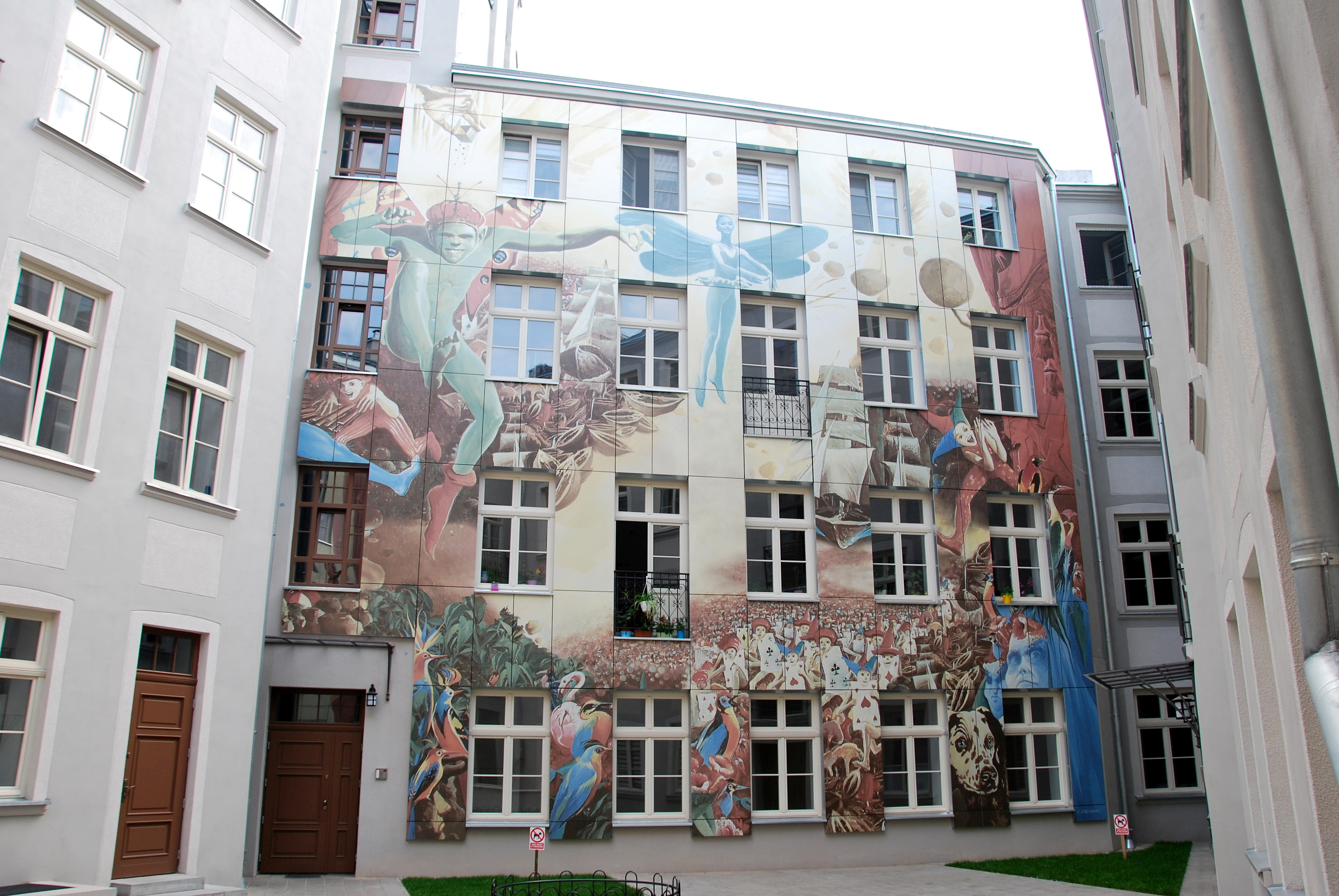
Siudmak-Fassade in Łódź

Seine Heimatstat Wieluń wurde im Zweiten Weltkrieg durch Bombenangriffe zerstört, wobei auch seine älteren Brüder verwundet wurden. Die Verzweiflung und Hässlichkeit der zerstörten Stadt prägten Siudmak, der mit seiner am 31. August 2013 enthüllten Bronzeskulptur Eternal Love auf die Tragödie von 1939 Wieluń aufmerksam machnen und zum Frieden mahnen möchte.

## Rezeption
Siudmak Werke inspirierten Denis Villeneuve bei der Umsetzung seiner Filme Dune und Dune: Part Two. Er beschreibt dessen Werke als „kraftvoll hypnotisch“, die „den Betrachter durch ihren Tiefgang fesseln.“

## Auszeichnungen
Wojtek Siudmak wurde zum Ehrenbürger seiner Heimatstadt Wieluń sowie der französischen Gemeinden Ozoir-la-Ferrière und Saint-Thibault-des-Vignes ernannt.
1979 wurde er mit dem Sonderpreis Grand Prix de l’Imaginaire in der Kategorie Grafikdesign ausgezeichnet, der 2006 in Wojtek-Siudmak-Preis für Grafikdesign umbenannt wurde. Am 28. März 1999 wurde ihm der Verdienstorden der Republik Polen verliehen.